# Kaap Kolka

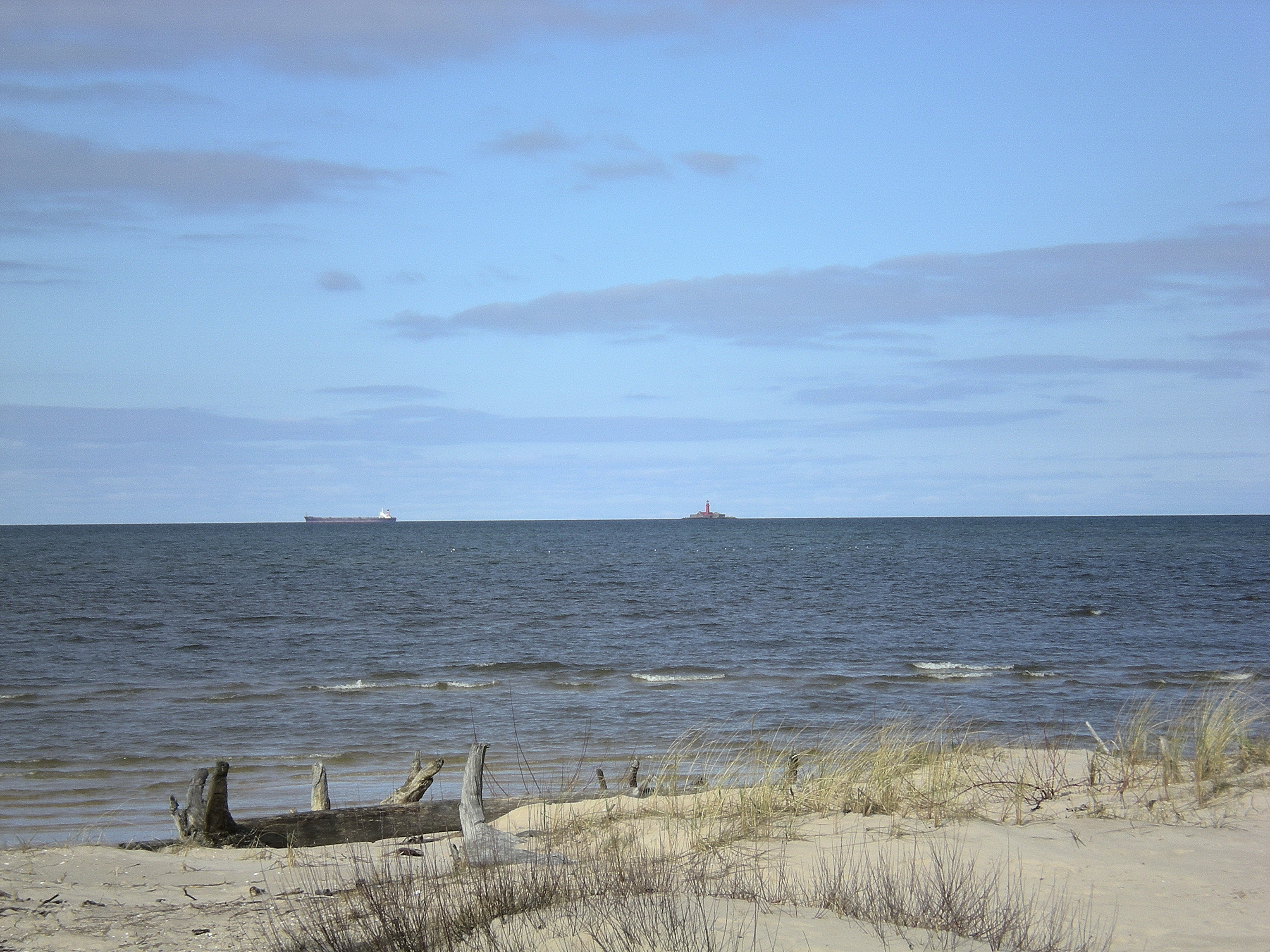
Zicht op het kunstmatige eiland met vuurtoren in de verte

Kaap Kolka (Lijfs: Kūolka nanā, Lets: Kolkasrags, Duits (historisch): Domesnes, Oudnoords: Tumisnis) is een kaap gelegen in Dundagas novads, Letland en de noordelijkste punt van Koerland. Ze scheidt de Golf van Riga van de Oostzee. Van het Estische eiland Saaremaa wordt ze gescheiden door de Irbenstraat. 40 km ten westen van Kaap Kolka ligt het eiland Ruhnu.
De kaap wordt reeds in het jaar 1000 schriftelijk vermeld. Op de Runensteen van Mervalla is sprake van een tocht van de Varjaag Sven rond de kaap Tumisnis naar Simkala (Semgallen).
In vroeger tijden werden hier grote vuren gelegd om zeevarenden te waarschuwen. In 1884 werd op een kunstmatig eiland een 21 meter hoge vuurtoren gebouwd. 
Voor vogelaars is de plaats van bijzonder belang als verzamelpunt voor trekvogels. In april vliegen hier dagelijks tot 50.000 vogels over. De kaap en het gelijknamige dorp Kolka liggen in het Nationaal park Slītere en zijn een populaire bestemming voor toeristen. 
Kaap en nationaal park maken deel uit van de Lijfse kust, een keten van kleine vissersdorpjes langs de Straat van Irbe waar de taal en cultuur van de Lijven tot in de 20e eeuw stand heeft gehouden.